# Галицько-Руська матиця
Галицько-Руська матиця — культурно-освітнє товариство в Галичині. Засноване 16 липня 1848 у Львові і після певних модифікацій затверджене 25 жовтня 1848 першим з'їздом діячів української культури, Собором руських учених 1848 року. Зразком для нього послужили «Матиці» інших слов'янських народів, насамперед сербів і чехів. Його першим головою був Михайло Куземський, провідними діячами — Яків Головацький, Богдан Дідицький, Антоній Петрушевич. Мета товариства — видання для народу популярних книг із різних галузей знань. Будучи протягом 20 років єдиною українською інституцією культурно-освітнього характеру, товариство на початку діяльности значну увагу приділяло виданню шкільних підручників і посібників, книг загагальноосвітнього змісту. Проте з плином часу свою культурно-освітню функцію занедбало, а згодом майже повністю від неї відмовилося, зосередившись, головним чином, на науково-видавничій діяльності та налагодженні контактів з іноземними товариствами й установами в дусі ідеологічних настанов москвофільства. Основні серійні видання: «Галицкий исторический сборник», 1853, 1854, 1860; «Научный сборник», 1865–68; «Литературный сборник», від 1870 — 12 т. в 16 кн.; «Научно-литературный сборник», 1901–06, 1908, в яких публікувались історичні праці Якова Головацького, Миколи Костомарова, Антонія Петрушевича, Венедикта Площанського та ін., спочатку друкувались «язичієм», згодом — російською літературною мовою. Видавнича діяльність товариства мала незначний загальнокультурний і громадський ефект і тому зазнавала критики від національно зорієнтованої громадськости. Занедбану ним ділянку освіти народу незабаром оживили "Просвіта" і товариство імені Михайла Качковського. В 30-х роках 20 століття Галицько-Руська матиця припинила існування.

## Історія діяльности
Основною метою Галицько-Руської матиці (ГРМ) було проведення просвітницької та видавничої діяльности, а також розвиток шкільництва на Західній Україні. Зразком для його створення були «Матиці» інших слов'янських народів, насамперед чехів та словаків.
Першим головою ГРМ став отець Михайло Куземський. Перша книжка — «Буквар руський для шкіл в Галіції» Адольфа Добрянського (1848).
За соціальним складом і суспільно-політичними поглядами колектив товариства був різнорідним. Згодом, з 1860-х років XIX століття керівництво товариства опинилося в руках Антонія Петрушевича, Якова Головацького, Богдана Дідицького, які були виразниками ідей москвофільства і заперечували існування українського народу[джерело?], відкидали вживання української мови[джерело?], а замість неї  «язичіє».
Видавнича діяльність ГРМ була особливо активною до середини 1880-х років. До цього часу старанням товариства видано понад 80 книжок, серед яких переважали роботи загальноосвітнього змісту, праці з ремесла, сільського господарства, педагогіки, шкільні поручники, серед яких була і «Читанка» Маркіяна Шашкевича.
Друкованим органом ГРМ був «Науковий Сборник», який з перервами і під різними назвами видавався протягом 1865–1908 років. Товариство постійно обмінювалося продукцією з видавництвами Сербії, Словенії, Богемського королівства.
3 другої половини 1880-х років товариство поступово занепадає і остаточно перестає існувати у 1930-х роках (за іншими даними, припинило діяльність ще до Першої світової війни).